# Glyoxisom
Ein Glyoxisom ist eine Form der Peroxisomen und daher ein Zellorganell. Sie kommen in Pflanzen und Schimmelpilzen (sog. filamentösen Pilzen) vor.

## Eigenschaften
Glyoxisomen finden sich in Fettspeichergewebe von Samen. Sie sind am Fettabbau durch β-Oxidation beteiligt, und an der Gluconeogenese durch den Glyoxylat-Zyklus. Glyoxisomen enthalten die für den Glyoxylat-Zyklus charakteristischen Enzyme Isocitrat-Lyase und Malatsynthase. Diese und weitere peroxisomale Proteine werden über die Signalsequenzen (Zielsteuerungssignale) PTS1 und PTS2 aus dem Zytosol importiert.